# Darja Kranjc
Darja Kranjc (* um 1977) ist eine slowenische Badmintonspielerin. 

## Karriere
Darja Kranjc wurde 1993 noch als Juniorin erstmals nationale Meisterin in Slowenien. Drei weitere Titelgewinne folgten bis 1998. 1999 nahm sie an den Badminton-Weltmeisterschaften teil. 

## Sportliche Erfolge
| Saison | Veranstaltung                                  | Disziplin   | Platz | Name                          |
| ------ | ---------------------------------------------- | ----------- | ----- | ----------------------------- |
| 1993   | Slowenien: Einzelmeisterschaften               | Damendoppel | 1     | Mateja Slatnar / Darja Kranjc |
| 1994   | Slowenien: Einzelmeisterschaften der Junioren  | Damendoppel | 1     | Nina Pulko / Darja Kranjc     |
| 1995   | Ungarn: Internationale Juniorenmeisterschaften | Dameneinzel | 1     | Darja Kranjc                  |
| 1995   | Slowenien: Einzelmeisterschaften der Junioren  | Dameneinzel | 1     | Darja Kranjc                  |
| 1995   | Slowenien: Einzelmeisterschaften der Junioren  | Damendoppel | 1     | Nina Palko / Darja Kranjc     |
| 1996   | Slowenien: Einzelmeisterschaften               | Damendoppel | 1     | Mateja Slatnar / Darja Kranjc |
| 1997   | Slowenien: Einzelmeisterschaften               | Damendoppel | 1     | Darja Kranjc / Urša Jovan     |
| 1998   | Slowenien: Einzelmeisterschaften               | Damendoppel | 1     | Darja Kranjc / Mateja Slatnar |
| 1999   | Weltmeisterschaft                              | Dameneinzel | 33    | Darja Kranjc                  |